# U-101 (1940)
U-101 — средняя немецкая подводная лодка типа VIIB времён Второй мировой войны.

## История
Заказ на постройку субмарины был отдан 15 декабря 1937 года. Лодка была заложена 31 марта 1939 года на верфи «Германиаверфт» в Киле под строительным номером 595, спущена на воду 13 января 1940 года. Лодка вошла в строй 11 марта 1940 года под командованием капитан-лейтенанта Фрица Фрауэнхайма.

### Командиры
- 11 марта — 18 ноября 1940 года капитан-лейтенант Фриц Фрауэнхайм (кавалер Рыцарского железного креста)
- 18 ноября 1940 года — 31 декабря 1941 года капитан-лейтенант Эрнст Менгерсен (кавалер Рыцарского железного креста)
- 1 января — 3 февраля 1942 года обер-лейтенант цур зее Карл-Гейнц Марбах (кавалер Рыцарского железного креста)
- 4 февраля 1942 года — 31 марта 1942 года Фридрих Бозе
- май — 25 октября 1942 года Эрнст фон Витцендорф
- 15 сентября 1942 года — 21 октября 1943 года обер-лейтенант цур зее Гельмут Мюнстер

### Флотилии
- 11 марта — 31 марта 1940 года — 7-я флотилия (учебная)
- 1 апреля 1940 года — 28 февраля 1942 года — 7-я флотилия
- 1 марта — 31 марта 1942 года — 26-я флотилия (учебная)
- 1 апреля — 31 августа 1942 года — 21-я флотилия (учебная)
- 1 сентября 1942 года — 31 августа 1943 года — 24-я флотилия (учебная)
- 1 сентября — 21 октября 1943 года — 23-я флотилия (учебная)

### История службы
Лодка совершила 10 боевых походов, потопила 22 судна суммарным водоизмещением 112 618 брт и один военный корабль водоизмещением 1190 тонн, повредила два судна суммарным водоизмещением 9 113 брт. С марта 1942 года использовалась как учебная, 21 октября 1943 года списана. 3 мая 1945 года затоплена в рамках операции «Регенбоген». Остов впоследствии поднят и разделан на металл.

### Волчьи стаи
U-101 входила в состав следующих «волчьих стай»:
- Рёзинг 12 июня 1940 года — 15 июня 1940
- безымянная 30 августа 1940 года — 9 сентября 1940
- безымянная 17 октября 1940 года — 19 октября 1940
- безымянная 1 декабря 1940 года — 3 декабря 1940

### Атаки на лодку

#### 1940 год
- 23 мая, на второй день нахождения в боевом строю, U-101 встретила в Северном море британскую субмарину, торпеда которой прошла примерно в 50 метрах перед носом U-101.
- 29 мая в Ла-Манше лодка была атакована самолётом, который сбросил две бомбы. U-101 отделалась незначительными повреждениями.
- 31 мая после успешной атаки на конвой HGF-31 лодка подвергалась атаке в течение 4 часов. Были сброшены 34 глубинные бомбы. Когда лодка всплыла на перископную глубину вооружённый тральщик сбросил ещё 7 бомб, нанеся лодке некоторые повреждения.
- 4 июня лодка была атакована бомбардировщиком к западу от Ла-Манша, повреждений не получила.
- 23 июня в Северном море на U-101 с самолёта сброшены три бомбы, в результате был повреждён перископ.
- 3 сентября к западу от Ирландии находящаяся в поисках конвоя U-101 была пять раз атакована глубинными бомбами с эскортных кораблей. Лодка получила некоторые повреждения, в корпусе появились течи, которые затем были устранены экипажем.
- 19 октября во время последней атаки на конвой SC-7 вооружённый транспорт обстрелял U-101 из своего орудия. Лодка, несмотря на артиллерийский огонь, совершила торпедный залп и лавируя зигзагом вышла из-под артогня. Попаданий не было.

#### 1941 год
- 29 января во время атаки на конвой SC-19 U-101 была вынуждена погрузиться чтобы избежать артогня с эсминца, который затем сбросил на лодку три глубинные бомбы. Повреждений не было.
- 23 апреля неизвестной британской субмариной были выпущены две торпеды по U-101. Попаданий не было.
- 24 августа лодка была атакована самолётом, сбросившим две бомбы. Повреждений не было, однако обнаруженная авиацией лодка подвергалась атакам ещё пять раз в течение двух суток и каждый раз была вынуждена совершать экстренное погружение.
- 28 августа во время атаки на конвой OS-4 лодка погрузилась чтобы избежать атаки одного из эсминцев, после чего на U-101 в течение трёх часов было сброшено 30 глубинных бомб, причём с высокой точностью. Тем не менее, серьёзных повреждений лодка не получила, за исключением выведенного из строя перископа.
- 13 октября в Бискайском заливе на U-101 с двухмоторного самолёта были сброшены три бомбы. В результате повреждений топливных цистерн за лодкой оставался след, из-за чего в тот же день лодка была атакована повторно таким же образом.

## Потопленные суда
| Дата                  | Тип            | Принадлежность | Дата            | Тоннаж (БРТ) | Груз | Судьба    | Место                     |
| Stanhall              | грузовое судно | Великобритания | 30 мая 1940     | 4 831        | 7630 тонн нерафинированного сахара, 350 тонн лука                                                               | потоплен  | 48°59′ с. ш. 5°17′ з. д.  |
| Orangemoor            | грузовое судно | Великобритания | 31 мая 1940     | 5 775        | 8150 тонн железной руды                                                                                         | потоплен  | 49°43′ с. ш. 3°23′ з. д.  |
| Polycarp              | грузовое судно | Великобритания | 2 июня 1940     | 3 577        | 900 тонн пробки, 500 тонн бразильского ореха, 80 тонн каучука, 50 тонн кожсырья                                 | потоплен  | 49°19′ с. ш. 5°35′ з. д.  |
| Mount Hymettus        | грузовое судно | Греция         | 11 июня 1940    | 5 820        | в балласте | потоплен  | 42°13′ с. ш. 11°20′ з. д. |
| Earlspark             | грузовое судно | Великобритания | 12 июня 1940    | 5 250        | 7500 тонн угля                                                                                                  | потоплен  | 42°26′ с. ш. 11°33′ з. д. |
| Antonis Georgandis    | грузовое судно | Греция         | 14 июня 1940    | 3 557        | кукуруза и пшеница                                                                                              | потоплен  | 42°45′ с. ш. 16°20′ з. д. |
| Wellington Star       | грузовое судно | Великобритания | 16 июня 1940    | 13 212       | охлажденный и генеральный груз                                                                                  | потоплен  | 42°39′ с. ш. 17°01′ з. д. |
| Ampleforth            | грузовое судно | Великобритания | 19 августа 1940 | 4 576        | в балласте | потоплен  | 56°10′ с. ш. 10°40′ з. д. |
| Elle                  | грузовое судно | Финляндия      | 28 августа 1940 | 3 868        | древесина | потоплен  | 57°43′ с. ш. 12°18′ з. д. |
| Efploia               | грузовое судно | Греция         | 1 сентября 1940 | 3 867        | в балласте | потоплен  | 55°27′ с. ш. 13°17′ з. д. |
| Saint Malô            | грузовое судно | Канада         | 12 октября 1940 | 5 779        | 7274 тонны генерального груза, включающего сталь и пшеницу                                                      | потоплен  | 57°58′ с. ш. 16°32′ з. д. |
| Blairspey             | грузовое судно | Великобритания | 18 октября 1940 | 4 155        | лес | поврежден | 57°55′ с. ш. 11°10′ з. д. |
| Creekirk              | грузовое судно | Великобритания | 18 октября 1940 | 3 917        | 5900 тонн железной руды                                                                                         | потоплен  | 57°30′ с. ш. 11°10′ з. д. |
| Assyrian              | грузовое судно | Великобритания | 19 октября 1940 | 2 962        | 3700 тонн злаков                                                                                                | потоплен  | 57°12′ с. ш. 10°43′ з. д. |
| Soesterberg           | грузовое судно | Нидерланды     | 19 октября 1940 | 1 904        | 790 фатомов рудничных стоек                                                                                     | потоплен  | 57°12′ с. ш. 10°43′ з. д. |
| Aracataca             | грузовое судно | Великобритания | 30 ноября 1940  | 5 378        | 1600 тонн бананов                                                                                               | потоплен  | 57°08′ с. ш. 20°50′ з. д. |
| Appalachee            | танкер         | Великобритания | 1 декабря 1940  | 8 826        | 11706 тонн авиационного керосина                                                                                | потоплен  | 54°30′ с. ш. 20°00′ з. д. |
| Loch Ranza            | грузовое судно | Великобритания | 1 декабря 1940  | 4 958        | лес, фанера, злаковые                                                                                           | поврежден | 54°37′ с. ш. 18°54′ з. д. |
| Kavak                 | грузовое судно | Великобритания | 1 декабря 1940  | 2 782        | 1745 тонн бокситов, 1650 тонн асфальта                                                                          | потоплен  | 55°00′ с. ш. 19°30′ з. д. |
| Lady Glanely          | грузовое судно | Великобритания | 2 декабря 1940  | 5 497        | 2000 тонн пшеницы, 6125 тонн леса                                                                               | потоплен  | 55°00′ с. ш. 20°00′ з. д. |
| Holystone             | грузовое судно | Великобритания | 14 февраля 1941 | 5 462        | в балласте | потоплен  | квадрат AL 6842           |
| Gairsoppa             | грузовое судно | Великобритания | 17 февраля 1941 | 5 237        | 2600 тонн железных болванок, 1765 тонн чая, 2369 тонн генерального груза, слитки серебра на сумму 600000 фунтов | потоплен  | 50°00′ с. ш. 14°00′ з. д. |
| Trecarrell            | грузовое судно | Великобритания | 4 июня 1941     | 5 271        | в балласте | потоплен  | 47°10′ с. ш. 31°00′ з. д. |
| Trevarrack            | грузовое судно | Великобритания | 9 июня 1941     | 5 270        | в балласте | потоплен  | квадрат BD 4473           |
| HMS Broadwater (H 81) | эсминец        | Великобритания | 18 октября 1941 | 1 190        | | потоплен  | 57°01′ с. ш. 19°08′ з. д. |